# Sibel Şimşek
Pour les articles homonymes, voir Sibel (homonymie).
Sibel Şimşek, née le 10 octobre 1984 à Osmancık en Turquie, est une haltérophile turque.

## Palmarès

### Haltérophilie aux Jeux olympiques
- Haltérophilie aux Jeux olympiques de 2012 à Londres
  - 4e place retiré pour dopage[1] en moins de 63 kg.
- Haltérophilie aux Jeux olympiques de 2004 à Athènes
  - participation en moins de 69 kg.

### Championnats du monde d'haltérophilie
- Championnats du monde d'haltérophilie 2010 à Antalya
  -  Médaille d'argent en moins de 63 kg.
- Championnats du monde d'haltérophilie 2009 à Goyang
  -  Médaille de bronze en moins de 63 kg.

### Championnats d'Europe d'haltérophilie
- Championnats d'Europe d'haltérophilie 2012 à Antalya
  -  Médaille d'or de 63 kg.
- Championnats d'Europe d'haltérophilie 2011 à Kazan
  -  Médaille de bronze de 63 kg.
- Championnats d'Europe d'haltérophilie 2010 à Minsk
  -  Médaille d'or en moins de 63 kg.
- Championnats d'Europe d'haltérophilie 2009 à Bucarest
  -  Médaille d'or en moins de 63 kg.
- Championnats d'Europe d'haltérophilie 2008 à Lignano Sabbiadoro
  -  Médaille d'argent en moins de 63 kg.
- Championnats d'Europe d'haltérophilie 2007 à Strasbourg
  -  Médaille d'argent en moins de 63 kg.
- Championnats d'Europe d'haltérophilie 2004 à Kiev
  -  Médaille d'or en moins de 69 kg.

### Jeux méditerranéens
- Médaille d'or en moins de 63 kg en 2013 à Mersin
- Médaille d'argent en moins de 63 kg en 2009 à Pescara